# Jo-Wilfried Tsonga
Jo-Wilfried Tsonga (ur. 17 kwietnia 1985 w Le Mans) – francuski tenisista.
W zawodowym gronie tenisistów Tsonga występował od 2004 roku. 24 maja 2022 roku zakończył karierę zawodową.
W grze pojedynczej największym sukcesem Francuza był finał wielkoszlemowego Australian Open (2008). Był również jednym z tenisistów, którzy osiągnęli co najmniej ćwierćfinał w każdym z wielkoszlemowych turniejów. Łącznie w singlu wygrał 18 turniejów rangi ATP Tour, w tym 2 kategorii ATP Tour Masters 1000. Przegrał 12 finałów, w tym ATP World Tour Finals 2011.
W grze podwójnej był srebrnym medalistą igrzysk olimpijskich z Londynu (2012) w grze podwójnej, gdzie startował w parze Michaëlem Llodrą. W deblu triumfował w 4 imprezach ATP Tour z 8 rozegranych finałów.
Reprezentował Francję w Pucharze Davisa od 2008 roku. W 2017 wygrał trofeum z zespołem, pokonując w finale 3:2 Belgię.
W rankingu gry pojedynczej najwyżej był na 5. miejscu (27 lutego 2012), a w klasyfikacji gry podwójnej na 33. pozycji (26 października 2009).
Jego matka jest Francuzką, a ojciec – Kongijczykiem.

## Kariera

### Sezony 1999–2003
W 1999 roku został mistrzem Francji w kategorii 13/14-latków.
W 2001 roku zdobył tytuł mistrza Europy w kategorii 15/16-latków.
W 2002 roku wygrał juniorski turniej Canadian Open Junior oraz, w parze z Richardem Gasquetem, juniorski turniej debla Victorian Junior Championships w Australii.
W sezonie 2003 doszedł do 3 juniorskich półfinałów wielkoszlemowych, a podczas US Open zdobył singlowy tytuł w grze pojedynczej chłopców w finale pokonując Markosa Pagdatisa. Dnia 13 października 2003 roku został sklasyfikowany na 2. miejscu w rankingu ITF juniorów.

### Sezony 2004–2007
Status profesjonalnego tenisisty Tsonga otrzymał w 2004 roku. W początkowych latach swojej kariery zmagał się z licznymi kontuzjami, które zakłócały jego rozwój. Od listopada 2004 roku do marca 2005 nie rywalizował na korcie przez przepuklinę dysku, a w dalszej części sezonu 2005 2 razy leczył uraz prawego barku. Między październikiem 2005 roku do lutego 2006 nie grał przez kontuzje pleców i brzucha. Jednak w 2005 roku zadebiutował w męskiej imprezie wielkoszlemowej, otrzymując dziką kartę do turnieju French Open. W 1 rundzie odpadł po porażce z Andym Roddickiem. Między październikiem 2005 roku do lutego 2006 nie grał przez kontuzje pleców i brzucha.
Rok 2007 Tsonga zakończył po raz pierwszy w czołowej setce rankingu, na 43. pozycji. Zagrał z dziką kartą na Australian Open przegrywając 7:6(18), 6:7(2), 3:6, 3:6 z Andym Roddickiem, z najdłuższym rozegranym tie-breakiem w całej historii Australian Open. W czerwcu doszedł do 4 rundy Wimbledonu bez straty seta, lecz spotkanie o udział w ćwierćfinale przegrał z Richardem Gasquetem 4:6, 3:6, 4:6. Na US Open awansował do 3 rundy ulegając Rafaelowi Nadalowi. Na początku października Tsonga osiągnął pierwszy ćwierćfinał rangi ATP World Tour, w Metzu, a w kolejnych tygodniach pierwszy półfinał, w Lyonie. W zawodach w Lyonie osiągnął finał gry podwójnej zakończony zwycięstwem 6:4, 6:3 w parze z Sébastienem Grosjeanem nad deblem Łukasz Kubot–Lovro Zovko.

### Sezon 2008

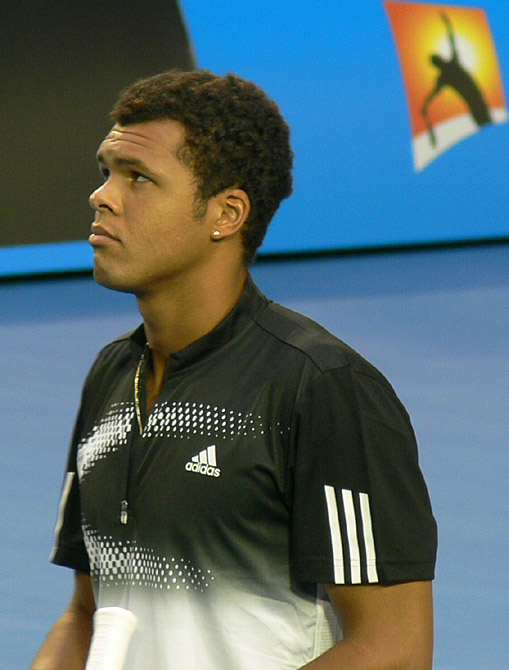
Tsonga podczas Australian Open, 2008

Piąty rok w zawodowej karierze Tsonga zaczął od turnieju w Adelaide, gdzie doszedł do półfinału, w którym przegrał z Jarkko Nieminenem. W Sydney wygrał turniej gry podwójnej, tworząc parę z Richardem Gasquetem. Francuska para w finale okazała się lepsza od Boba i Mike’a Bryanów. Podczas Australian Open Tsonga dotarł do finału, wyeliminowawszy m.in. w 1 rundzie Andy’ego Murraya, w 4 rundzie Richarda Gasqueta, w ćwierćfinale Michaiła Jużnego, a w półfinale wicelidera rankingu Rafaela Nadala. W finale poniósł porażkę z Novakiem Đokoviciem 6:4, 4:6, 3:6, 6:7(2). Dzięki temu sukcesowi Francuz awansował w rankingu z 38. miejsca na pozycję nr 18.
W lutym zadebiutował w reprezentacji Francji w Pucharze Davisa, w 1 rundzie grupy światowe przeciwko Rumunii. Swój singlowy pojedynek z Andreiem Pavelem wygrał 6:7(2), 6:4, 6:4, 6:4 przyczyniając się do przejścia Francuzów do ćwierćfinału.
W maju Tsonga doznał urazu prawego kolana, przez co poddał mecz w półfinale turnieju w Casablance Gillesowi Simonowi. 27 maja przeszedł operację, co spowodowało opuszczenie French Open i Wimbledonu. Do rywalizacji powrócił na US Open, odpadając w 3 rundzie z Tommym Robredo.
Pod koniec września zawodnik francuski wygrał pierwszy turniej ATP World Tour, w Bangkoku, po zwycięstwie w finale z Novakiem Đokoviciem 7:6(4), 6:4. Miesiąc później osiągnął półfinał w Lyonie, ulegając Julienowi Benneteau. Drugi tytuł Francuz zdobył w zawodach ATP Masters Series w Paryżu, pokonawszy tenisistów klasyfikowanych w czołowej trzydziestce rankingu. W 2 rundzie był lepszy od Radka Štěpánka, w następnej od Novaka Đokovicia, w ćwierćfinale wyeliminował Andy’ego Roddicka, w półfinale Jamesa Blake’a, a w finale wynikiem 6:3, 4:6, 6:4 Davida Nalbandiana.
Na koniec sezonu zakwalifikował się do turnieju Tennis Masters Cup w Szanghaju. Tsonga przegrał 2 pojedynki w grupie, z Nikołajem Dawidienką i Juanem Martínem del Potro, co pozbawiło go szans udziału w półfinale, chociaż w ostatnim meczu pokonał Novaka Đokovicia.
Sezon ukończył jako 6. zawodnik na świecie.

### Sezon 2009
Tsonga 2009 rok zainaugurował występem w Brisbane, gdzie w singlu doszedł do ćwierćfinału, a w deblu zdobył tytuł w parze z Marcem Gicquelem. Francuzi w finale pokonali 6:4, 6:3 duet Fernando Verdasco–Mischa Zverev. W Sydney osiągnął kolejny ćwierćfinał, który poddał walkowerem Jarkko Nieminenowi z powodu problemów z plecami. Uraz ten nie przeszkodził Tsondze w udziale na Australian Open, gdzie awansował do ćwierćfinału, po wcześniejszym wyeliminowaniu m.in. w 4 rundzie Jamesa Blake’a. Pojedynek, którego stawką był półfinał przegrał z Fernandem Verdasco.
Po turniejach w Australii Tsonga, na początku lutego, wystartował w Johannesburgu odnosząc końcowy triumf. Zawody zakończył bez straty seta, a w finale okazał się lepszym od Jérémy’ego Chardy’ego, kończąc mecz wynikiem 6:4, 7:6(5). Potem Tsonga powrócił do Europy na halowe turnieje, w Rotterdamie docierając do ćwierćfinału, a w Marsylii po raz drugi w sezonie zdobył tytuł mistrzowski. W półfinale francuskich rozgrywek po raz 4 z rzędu pokonał Novaka Đokovicia (nr 3. w rankingu ATP), a w finale rezultatem 7:5, 7:6(3) Michaëla Llodrę. Przez pierwsze 2 miesiące sezonu 2009 Tsonga odniósł 19 zwycięstw przy 3 porażkach.
Na początku marca zagrał w Pucharze Davisa, w rywalizacji 1 rundy przeciwko reprezentacji Czech. Francuzi ulegli Czechom 2:3, a punkty dla zespołu zdobył Tsonga, po wygranych z Radkiem Štěpánkiem i Janem Hernychem.
Podczas turnieju ATP World Tour Masters 1000 w Miami osiągnął ćwierćfinał zawodnik francuski doszedł do ćwierćfinału, ulegając w nim Novakowi Đokoviciowi.
Na kortach ziemnych Tsonga zagrał w 4 turniejach notując najlepszy rezultat podczas French Open, gdzie awansował do 4 rundy, w której nie sprostał Juanowi Martínowi del Potro.
Tsonga na nawierzchni trawiastej wystartował w Halle oraz na Wimbledonie. Z zawodów w Halle odpadł w 2 rundzie, a w Londynie został wyeliminowany w 3 rundzie.

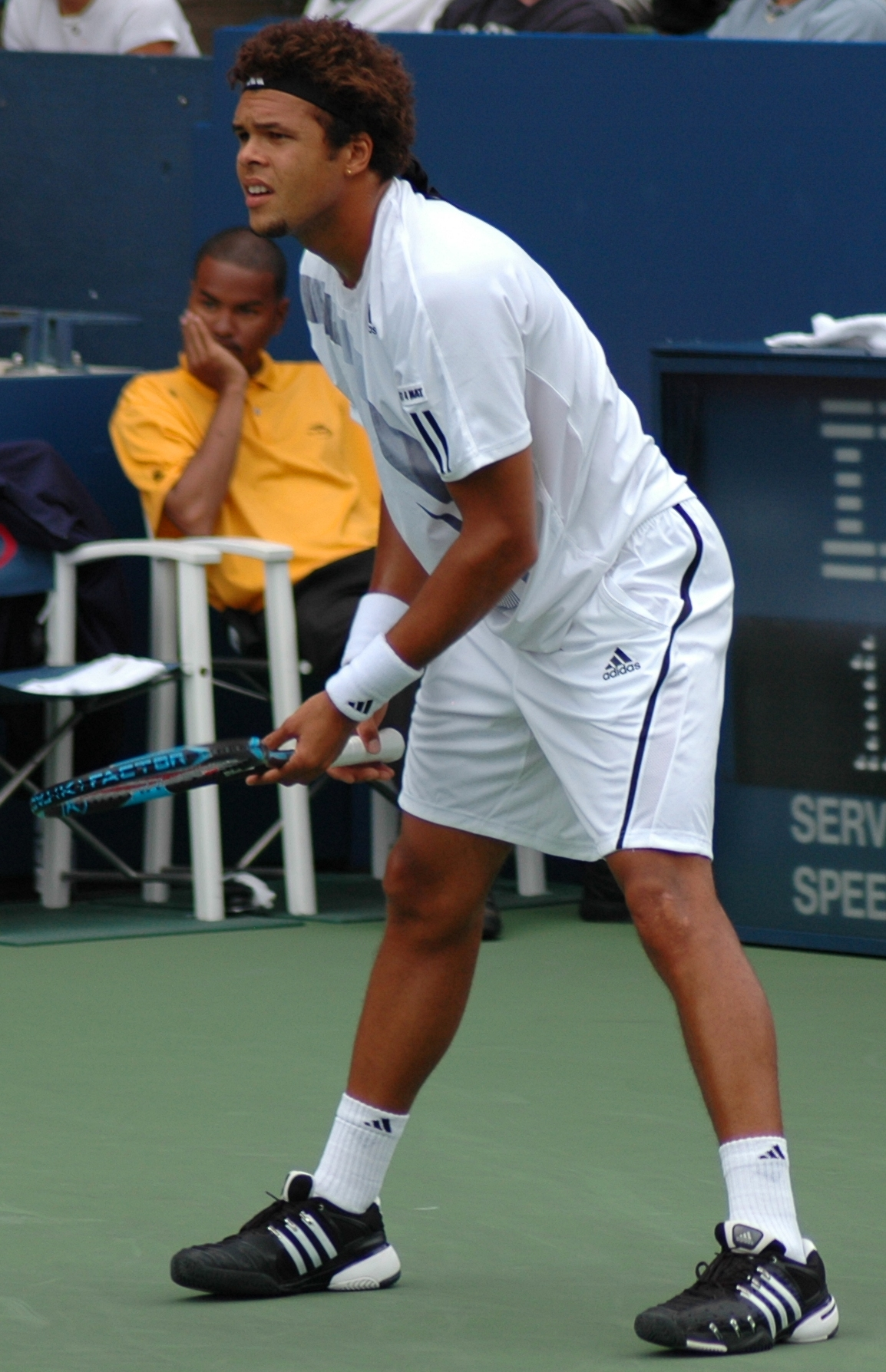
Tsonga podczas US Open, 2009

W połowie sierpnia, w trakcie trwania US Open Series Francuz osiągnął półfinał rozgrywek w Montrealu, po pokonaniu m.in. w ćwierćfinale Rogera Federera, przeciwko któremu odrobił stratę w trzecim secie 1:5 ostatecznie triumfując 7:6(5), 1:6, 7:6(3). Spotkanie o udział w finale Tsonga zakończył porażką z Andym Murrayem. Na US Open dotarł do 4 rundy, przegrywając z Fernandem Gonzálezem.
Po zawodach w Nowym Jorku Tsonga pomógł reprezentacji utrzymać się w grupie światowej Pucharu Davisa wygrywając rundę barażową z Holandią 4:1. W singlu wywalczył punkty po zwycięstwach z Jessem Hutą Galungiem i Thiemem de Bakkerem, a w deblu w parze z Michaelem Llodrą pokonał Thiema de Bakkera i Igora Sijslinga.
Podczas turniejów rozgrywanych w Azji Tsonga został mistrzem 2 turniejów, singlowych zawodów kategorii ATP World Tour 500 w Tokio, a także gry podwójnej ATP World Tour Masters 1000 w Szanghaju. W stolicy Japonii wygrał finał 6:3, 6:3 z Michaiłem Jużnym, a w Szanghaju razem z Julienem Benneteau pokonał 6:2, 6:4 parę Mariusz Fyrstenberg–Marcin Matkowski. Był także półfinalistą gry pojedynczej w Bangkoku.
Do końca roku Tsonga uzyskał 2 ćwierćfinały, w Lyonie i Paryżu.
Sezon 2009 zakończył na 10. miejscu w rankingu ATP. Otrzymał także nagrodę ATP Most Improved Player of the Year za postępy dokonane w 2008 roku.

### Sezon 2010
W sezonie 2010 Tsonga nie wygrał turnieju ATP World Tour, ani nie doszedł również do finału. Zmagał się natomiast w dużej mierze z problemami zdrowotnymi. Na French Open poddał mecz 4 rundy Michaiłowi Jużnemu przy stanie 6:2 dla Rosjanina z powodu urazu biodra. Latem nie zagrał przez blisko 3 miesiące z powodu kontuzji rzepki w lewym kolanie, tracąc przez to możliwość udziału w turniejach US Open Series oraz US Open. Pod koniec października powrócił problem z kolanem, przez co Francuz wycofał się z rozgrywek ATP World Tour Masters 1000 w Paryżu.
Najlepszym wynikiem Tsongi w sezonie był awans do półfinału Australian Open. Wyeliminował m.in. Tommy’ego Haasa w 3 rundzie, Nicolása Almagro w 4 rundzie i Novaka Đokovicia w ćwierćfinale po pięciosetowym meczu. Spotkanie o udział w finale Francuz przegrał z Rogerem Federerem. 2 inne półfinały osiągnął w lutym podczas turnieju w Marsylii, gdzie poniósł porażkę z Julienem Benneteau, a także w październiku w Montpellier, gdzie uległ Gaëlowi Monfilsowi.

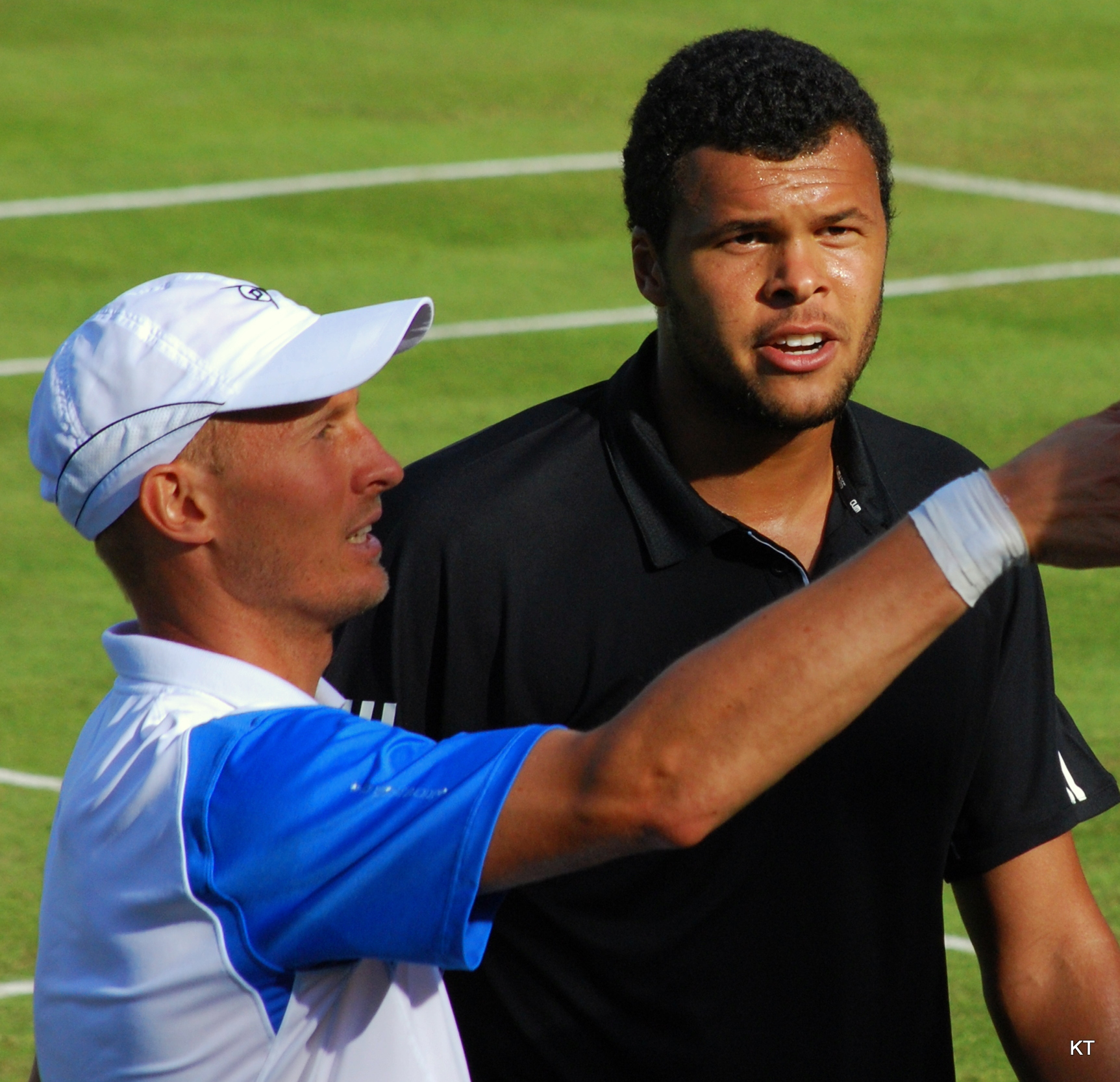
Tsonga razem z Nikołajem Dawydienką, 2010

Francuz był także w 5 ćwierćfinałach, w tym podczas Wimbledonu. W 2 rundzie tego turnieju stoczył prawie 4 godz. mecz zakończony wynikiem 6:4, 6:4, 6:7(5), 5:7, 10:8 z Ołeksandrem Dołhopołowem. Rundę ćwierćfinałową przegrał po 4 setach z Andym Myrrayem.
Tsonga przyczynił się również do awansu Francji do finału Pucharu Davisa. Zagrał w 1 rundzie przeciwko Niemcom odnosząc zwycięstwo z Benjaminem Beckerem i przegrywając poprzez krecz przy stanie 6:4, 2:6, 0:1 z Simonem Greulem. W finale przeciwko Serbii Tsonga nie uczestniczył ze względu na uraz kolana.
Sezon zakończył poza czołową 10 w rankingu, na 13. pozycji.

### Sezon 2011
W pierwszych miesiącach sezonu 2011 Tsonga doszedł do 1 finału, w lutym podczas halowych rozgrywek w Rotterdamie, ponosząc porażkę w spotkaniu o tytuł 3:6, 6:3, 3:6 z Robinem Söderlingiem. Francuz był również w półfinale w otwierającym sezon turnieju w Ad-Dausze, gdzie został pokonany przez Rogera Federera i ćwierćfinale w Marsylii, gdzie uległ Michaiłowi Jużnemu. W Marsylii Tsonga razem z Julienem Benneteau doszedł do finału gry podwójnej, gdzie nie sprostał parze Robin Haase–Ken Skupski.
Na początku kwietnia, jeszcze przed turniejem w Monte Carlo Tsonga zakończył współpracę trenerską z Éricem Winogradskym, która trwała od 2004 roku. Francuz miał sam zorganizować sobie własny zespół trenerski.
Na kortach ziemnych tenisista francuski miał stosunek zwycięstw do porażek 7–6 najdalej dochodząc do 3 rundy we French Open i w Madrycie.
Okres gry na nawierzchni trawiastej Tsonga zaczął od startu w Londynie (Queen’s), osiągając zarazem finał, po wcześniejszym pokonaniu m.in. w ćwierćfinale lidera rankingu, Rafaela Nadala. Mecz o mistrzostwo przegrał 6:3, 6:7(2), 4:6 z Andym Murrayem. Na Wimbledonie Francuz awansował do półfinału, eliminując m.in. klasyfikowanych na czołowych pozycjach w rankingu Davida Ferrera w 4 rundzie i Rogera Federera w ćwierćfinale. Przeciwko Szwajcarowi Tsonga odrobił stratę 2 setów triumfując 3:6, 6:7(3), 6:4, 6:4, 6:4. Pojedynek o udział w finale zawodnik francuski zagrał z Novakiem Đokoviciem, któremu uległ 6:7(4), 2:6, 7:6(9), 3:6.
Podczas US Open Series Tsonga awansował do półfinału w Montrealu, wygrywając m.in. w 3 rundzie z Rogerem Federerem i ćwierćfinale z Nicolásem Almagro. W rundzie półfinałowej poddał mecz przy stanie 4:6, 0:3 Novakowi Đokoviciowi z powodu urazu prawego ramienia. Na US Open Francuz dotarł do ćwierćfinału wcześniej pokonując m.in. w 4 rundzie Mardy’ego Fisha 6:4, 6:7(5), 3:6, 6:4, 6:2. O półfinał zmierzył się z Rogerem Federerem ulegając mu w 3 setach.
Największe sukcesy w 2011 roku Tsonga odniósł jesienią, zwyciężając w 2 turniejach i w kolejnych 2 uczestnicząc w finałach. We wrześniu został mistrzem zawodów w Metzu po finale zakończonym wynikiem 6:3, 6:7(4), 6:3 z Ivanem Ljubičiciem, a pod koniec listopada zatriumfował w Wiedniu pokonując w finale 6:7(5), 6:3, 6:4 Juana Martína del Potro. W międzyczasie osiągnął półfinał w Pekinie. Na turnieju w Paryżu awansował do finału, broniąc w półfinałowym pojedynku z Johnem Isnerem 3 piłek meczowych, ostatecznie kończąc rywalizację wynikiem 3:6, 7:6(1), 7:6(3). Mecz o mistrzostwo zakończył się porażką Tsongi z Rogerem Federerem. Następnie Tsonga zagrał po raz 2 w karierze w ATP World Tour Finals. W meczach grupowych uległ Federerowi, a pokonał Mardy’ego Fisha i Rafaela Nadala, dzięki czemu przeszedł do półfinału, w którym wyeliminował Tomáša Berdycha. W finale imprezy zmierzył się z Federerem przegrywając 3:6, 7:6(6), 3:6.
Rok 2011 zakończył na pozycji 6. w rankingu ATP.

### Sezon 2012
Tsonga zainaugurował 2012 rok od występu w Ad-Dausze, gdzie zakończył rozgrywki triumfem w grze pojedynczej. W finale wygrał 7:5, 6:3 z Gaëlem Monfilsem. Potem zagrał w Australian Open, dochodząc do 4 rundy, w której nie sprostał Keiemu Nishikoriemu po pięciosetowym pojedynku.
Na początku lutego znacząco przyczynił się do awansu Francji do ćwierćfinału Pucharu Davisa po wyeliminowaniu Kanady. Tsonga zagrał w singlowych spotkaniach, pokonując bez straty seta Franka Dancevicia i Vaska Pospisila.
Pod koniec lutego Tsonga zagrał w Marsylii, w grze pojedynczej odpadając w półfinale, a w deblu osiągając finał wspólnie z Julienem Benneteau. W singlu pogromcą Francuza był Juan Martín del Potro, a w grze podwójnej para Robin Haase–Ken Skupski. Del Potro pokonał Tsongę również w ćwierćfinale zawodów w Dubaju. Po turnieju w Marsylii, dnia 27 lutego Tsonga został sklasyfikowany na najwyższym miejscu w swojej karierze, na 5. pozycji.
Podczas turniejów ATP World Tour Masters 1000 rozgrywanych w Indian Wells i Miami tenisista francuski przegrał w 4 rundzie i ćwierćfinale, odpowiednio z Davidem Nalbandianem i Rafaelem Nadalem.
W pierwszych dniach kwietnia rozegrano ćwierćfinały Pucharu Davisa. Francja, w składzie z Tsongą, została wyeliminowana przez Stany Zjednoczone. Tsonga najpierw wygrał z Ryanem Harrisonem, a potem uległ Johnowi Isnerowi.
Na podłożu ziemnym Tsonga doszedł do 3 ćwierćfinałów– w Monte Carlo, Rzymie, a także French Open. Wynik osiągnięty w paryskiej imprezie, wyniósł Tsongę do grona tenisistów, którzy doszli we wszystkich wielkoszlemowych turniejach co najmniej do ćwierćfinału. Sam też stał się pierwszym zawodnikiem w swoim kraju, który dokonał tej sztuki w erze open. Mecz o udział w półfinale przegrał w pięciu setach z Novakiem Đokoviciem.
Najlepszy wielkoszlemowy wynik w sezonie Tsonga uzyskał na Wimbledonie, drugi raz z rzędu docierając do półfinału. Był lepszy m.in. w 4 rundzie od Mardy’ego Fisha, a w ćwierćfinale od Philippa Kohlschreibera, z którymi stoczył czterosetowe mecze. W półfinale zmierzył się z Andym Murayem, ponosząc porażkę 3:6, 4:6, 6:3, 5:7.

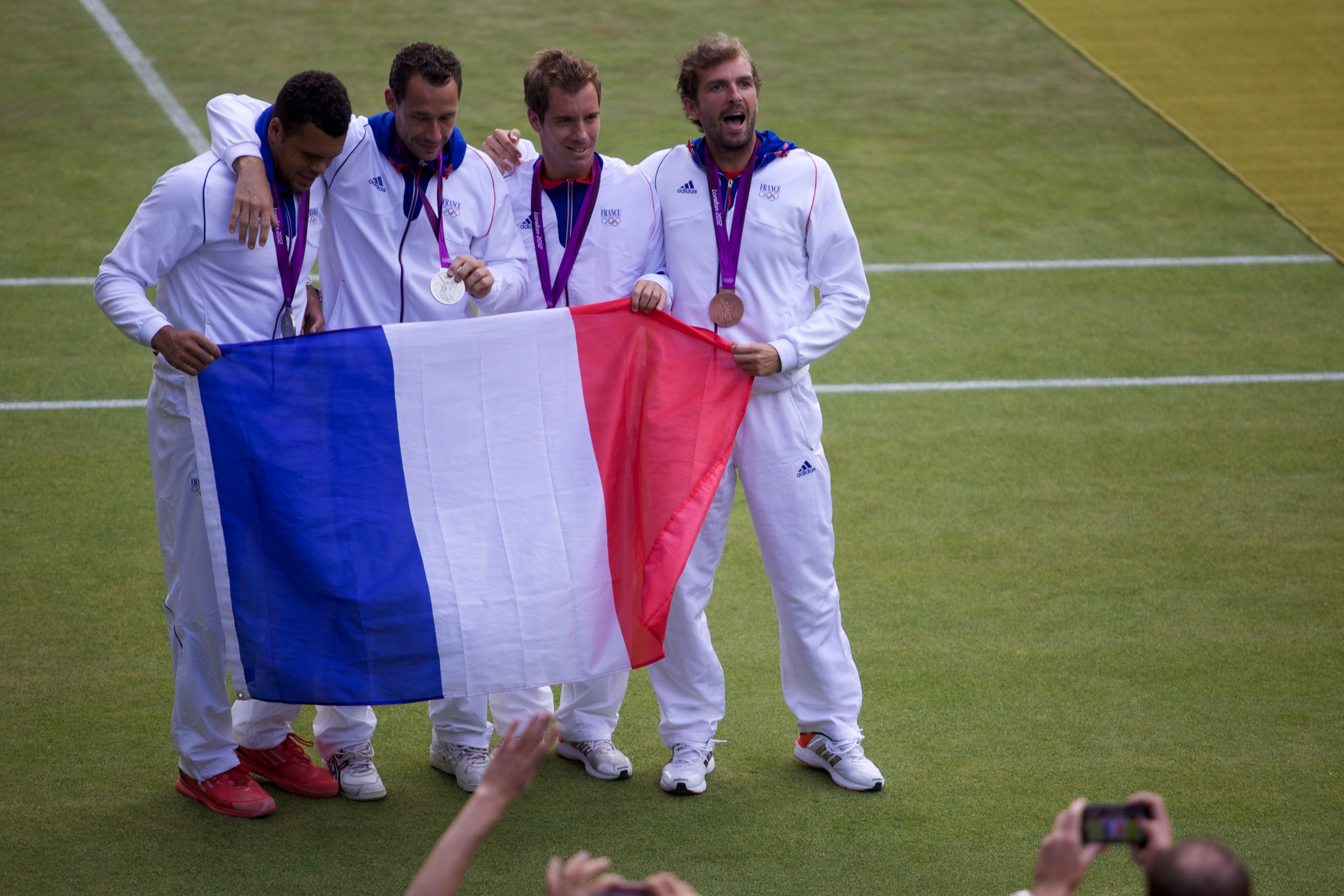
Tsonga (pierwszy z lewej) z medalem igrzysk olimpijskich, 2012

Na początku sierpnia Tsonga zagrał na igrzyskach olimpijskich w Londynie, które odbyły się na kortach Wimbledonu. Zdobył srebrny medal w grze podwójnej mając za partnera Michaëla Llodrę. Francuzi wyeliminowali m.in. w półfinale Hiszpanów Davida Ferrera i Feliciana Lópeza po meczu zakończonym wynikiem 6:3, 4:6, 18:16. W finale rezultatem 4:6, 6:7(2) ulegli Bobowi i Mike’owi Bryanom reprezentującym Stany Zjednoczone. Tsonga zagrał też w konkurencji singlowej, awansując do ćwierćfinału, gdzie odpadł z Novakiem Đokoviciem. Wcześniej, w spotkaniu 2 rundy z Milosem Raoniciem, zagrał najdłuższy set w historii igrzysk olimpijskich, kończąc go zwycięstwem 25:23. W całym pojedynku Tsonga triumfował 6:3, 3:6, 25:23.
W turniejach przygotowawczych do US Open Tsonga najdalej doszedł w Winston-Salem, do półfinału, odpadając po porażce z Johnem Isnerem. W Nowym Jorku Francuz przegrał już w 2 rundzie, z Martinem Kližanem.
Drugi tytuł w sezonie zawodnik wywalczył we wrześniu, w Metzu. W półfinale wyeliminował Nikołaja Dawydienkę, który jako jedyny w turnieju wygrał z Tsongą seta, natomiast w finale z Andreasem Seppim po meczu zakończonym wynikiem 6:1, 6:2.
W październiku Tsonga został finalistą dwóch imprez, najpierw w Pekinie, a następnie w Sztokholmie. W Chinach przegrał finał z Novakiem Đokoviciem, a w Szwecji z Tomášem Berdychem. W miesiącu tym, po blisko półtora roku bez trenera, nowym szkoleniowcem Francuza został Roger Rasheed.
W listopadowym turnieju w Paryżu osiągnął ćwierćfinał, w którym nie sprostał Davidowi Ferrerowi. Na koniec sezonu Tsonga zagrał w Barclays ATP World Tour Finals, lecz wszystkie mecze przegrał, z Đokoviciem, Berdychem i Murrayem.
Podczas sezonu 2012 Tsonga zagrał w 16 meczach z rywalami z pozycji 1.–10. w rankingu, odnosząc 1 zwycięstwo z 5. w zestawieniu z Juanem Martínem del Potrem w trakcie trwania zawodów w Rzymie. Na koniec roku zajmował 8. miejsce na świecie.

### Sezon 2013
Na początku sezonu Tsonga wycofał się z udziału w turnieju w Sydney ze względu na kontuzję nogi. Wystartował w Australian Open dochodząc do ćwierćfinału, po wcześniejszej wygranej m.in. w 4 rundzie z Richardem Gasquetem. Potem zagrał z Rogerem Federerem ponosząc porażkę 6:7(4), 6:4, 6:7(4), 6:3, 3:6.
W pierwszych dniach lutego pomógł reprezentacji Francji awansować do ćwierćfinału Pucharu Davisa, pokonując Amira Weintrauba reprezentującego Izrael.
Jedyny tytuł w sezonie, a 10 w karierze, Tsonga wywalczył w Marsylii. W ćwierćfinale wyeliminował Bernarda Tomicia wynikiem 4:6, 6:3, 7:6(10) broniąc 5 piłek meczowych. W finale zmierzył się z Tomášem Berdychem triumfując 3:6, 7:6(6), 6:4 z 1 obronionym meczbolem.
W zawodach rozgrywanych w Indian Wells Francuz osiągnął ćwierćfinał, w którym nie sprostał Novakowi Đokoviciowi. Potem zagrał w Miami, odpadając z rywalizacji w 4 rundzie po porażce z Marinem Čiliciem.
Na początku kwietnia Tsonga wystąpił w ćwierćfinale Pucharu Davisa przeciwko Argentynie. Do półfinału przeszli Argentyńczycy zwyciężając 3:2, a punkty dla Francji zdobył Tsonga, po singlowych triumfach z Carlosem Berlocqiem i Juanem Mónaco.

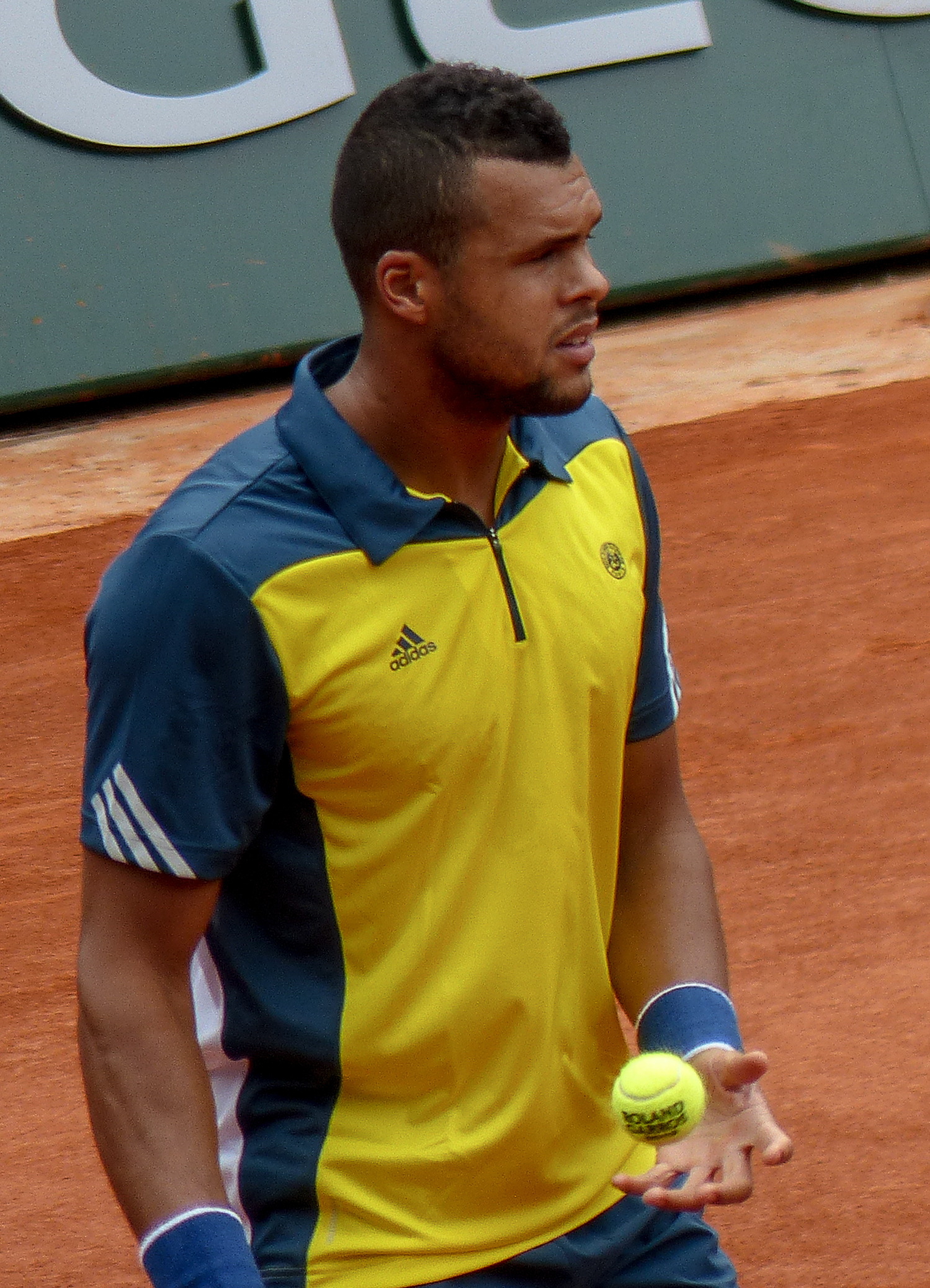
Tsonga na French Open, 2013

Swój pierwszy półfinał w turnieju ATP World Tour Masters 1000 na podłożu ziemnym Tsonga uzyskał w Monte Carlo, gdzie uległ Rafaelowi Nadalowi. Następnie został ćwierćfinalistą rozgrywek w Madrycie, przegrywając ze Stanislasem Wawrinką. Na French Open doszedł bez straty seta do półfinału, eliminując w pojedynku ćwierćfinałowym Rogera Federera. Pogromcą Francuza w meczu o udział w finale został David Ferrer. Tsonga w tym czasie wygrał na mączce 12 spotkań, najwięcej w swojej karierze.
Pierwszy turniej na kortach trawiastych Tsonga zagrał w Londynie (Queen’s), docierając do półfinału, w którym odpadł z Andym Murrayem. Podczas Wimbledonu Francuz w meczu 2 rundy z Ernestsem Gulbisem doznał kontuzji kolana, która wykluczyła go ze startów do połowy września, w tym m.in. z US Open.
Na przełomie sierpnia i września Tsonga poinformował o zakończeniu współpracy trenerskiej z Rogerem Rasheedem, podając jako główne powody barierę językową i odległość geograficzną Rasheeda od domu.
Do rywalizacji turniejowej zawodnik francuski powrócił w Metzu, zostając finalistą gry pojedynczej i podwójnej. W singlu uległ w finale 4:6, 3:6, Gillesowi Simonowi, a w deblu 4:6, 6:7(5) Johanowi Brunströmowi i Ravenowi Klaasenowi. Partnerem Tsongi był wówczas Nicolas Mahut.
Do końca sezonu Tsonga awansował do 2 półfinałów, w turnieju ATP World Tour Masters 1000 w Szanghaju, a potem w Wiedniu.
Po raz ostatni Tsonga wystartował w Paryżu, przegrywając w 2 rundzie 6:1, 6:7(4), 6:7(7) i nie wykorzystując 2 piłek meczowych z Keim Nishikorim. Przez tymi zawodami Tsonga zatrudnił Thierry’ego Ascione’a i Nicolasa Escudé jako nowych szkoleniowców.
Sezon zakończył na 10. miejscu w klasyfikacji ATP.

### Sezon 2014
Na początku roku Tsonga zagrał w Pucharze Hopmana, niezaliczanym do cyklu ATP World Tour. Partnerowała mu Alizé Cornet, a rundę finałową wygrali 2:1 z Polską. Tsonga pokonał 6:3, 3:6, 6:3 Grzegorza Panfila, a w meczu deblowym razem z Cornet parę Agnieszka Radwańska–Grzegorz Panfil 6:0, 6:2.
We wszystkich wielkoszlemowych turniejach w sezonie Tsonga dochodził do 4 rundy. Na Australian Open poniósł porażkę z Rogerem Federerem, we French Open i Wimbledonie uległ Novakowi Đokoviciowi, a podczas US Open przegrał z Andym Murrayem. W spotkaniach tych nie zdobył nawet seta.
W turniejach ATP World Tour Masters 1000 dwukrotnie osiągnął co najmniej ćwierćfinał. W Monte Carlo na kortach ziemnych spotkanie o półfinał zakończyło się porażką Tsongi z Rogerem Federerem. Z kolei w Toronto na kortach twardych uzyskał jeden z najlepszych rezultatów z ostatnich lat, kończąc zawody z tytułem mistrzowskim. Francuz pokonał 4 rywali z czołowej 10 rankingu, w 3 rundzie lidera klasyfikacji Novaka Đokovicia, w ćwierćfinale Andy’ego Murraya, następnie Grigora Dimitrowa, a w finale 7:5, 7:6(3) Rogera Federera. Tsonga został pierwszym Francuzem, który zwyciężył w tej imprezie oraz pierwszym tenisistą od 2002 roku, który w 1 zawodach wyeliminował 4 rywali z TOP 10. Na turnieju w Rzymie Francuz odniósł 300 wygraną singlową rangi ATP World Tour, w pojedynku 2 rundy z Kevinem Andersonem.
Podczas zawodów kategorii ATP World Tour 250 i ATP World Tour 500 najlepszy wynik tenisista francuski ustanowił w lutym, w trakcie turnieju w Marsylii, docierając do finału, w którym uległ 6:7(5), 4:6 Ernestsowi Gulbisowi.
W sezonie 2014 Tsonga pomógł Francji awansować do finału Pucharu Davisa. Na przełomie stycznia i lutego Francuzi wyeliminowali Australię. W swoich meczach był lepszy w singlu od Lleytona Hewitta, a w deblu, razem z Richardem Gasquetem, od pary Chris Guccione–Lleyton Hewitt. W ćwierćfinale Francuzi byli bliscy porażki z Niemcami. Po pierwszym dniu zmagań przegrywali 0:2, a 1 z porażek poniósł Tsonga w meczu z Peterem Gojowczykiem. Gojowczyk triumfował 5:7, 7:6(3), 3:6, 7:6(8), 8:6 broniąc w czwartym secie 2 meczbole. Następnie Tsonga wygrał z Tobiasem Kamkem, co przyczyniło się do przejścia do rundy półfinałowej, w której Francja zagrała z Czechami. Tsonga odniósł zwycięstwo singlowe z Lukášem Rosolem, w grze podwójnej, wspólnie z Gasquetem, nad Tomášem Berdychem i Radkiem Štěpánkiem. W finale rozgrywanym na Stade Pierre-Mauroy w Lille na podłożu ziemnym w hali Francja zmierzyła się ze Szwajcarią. Tsonga w otwierającym rywalizację meczu przegrał ze Stanislasem Wawrinką 1:6, 6:3, 3:6, 2:6. Potem nie zagrał przeciwko Rogerowi Federerowi przez kontuzję łokcia, a końcowy rezultat finału to 3:1 dla Szwajcarów.
Rok 2014 zakończył na 12. miejscu w rankingu ATP.

### Sezon 2015

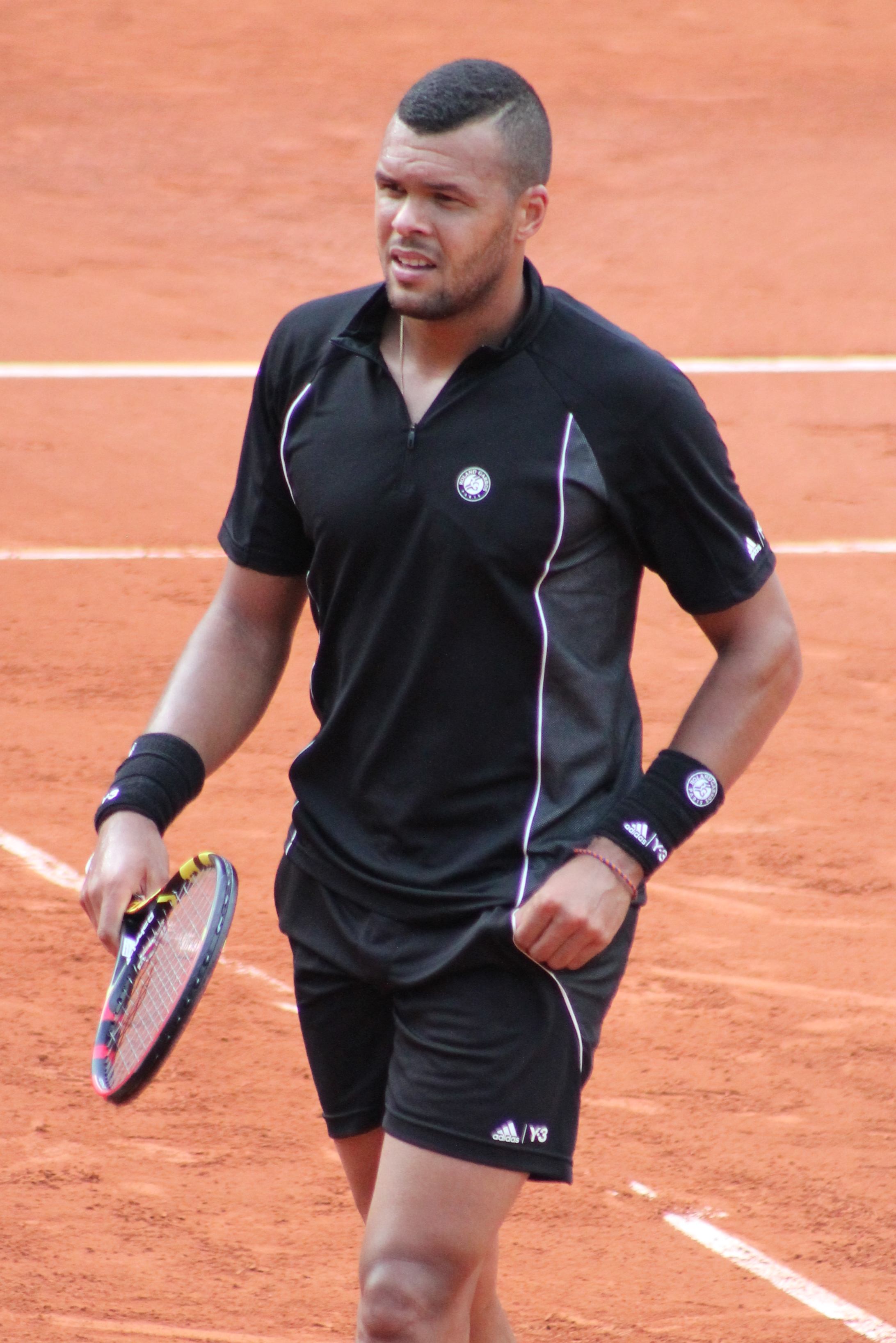
Tsonga na French Open, 2015

W sezonie 2015 pierwszy raz Tsonga zagrał w marcu, w trakcie turnieju w Miami. Przyczyną jego nieobecności był uraz przedramienia.
W całym sezonie Tsonga zagrał w sumie w 48 meczach, w 32 zwyciężając. Wygrał 1 turniej, pod koniec września w Metzu w hali, pokonując 7:6(5), 1:6, 6:2 Gillesa Simona. Po zakończeniu finału ze sztabu trenerskiego Tsongi odszedł Nicolas Escudé. Francuz uczestniczył także w 1 finale, podczas zawodów ATP World Tour Masters 1000 w Szanghaju. Wyeliminował m.in. Rafaela Nadala w półfinale, z kolei w finale nie sprostał Novakowi Đokoviciowi.
Podczas imprez wielkoszlemowych najlepszy rezultat osiągnął we French Open, awansując do półfinału, w którym przegrał 3:6, 7:6(1), 6:7(3), 4:6 ze Stanislasem Wawrinką. Po drodze Tsonga wygrał rywalizacje m.in. z notowanymi w czołowej piątce rankingu Tomášem Berdychem i Keim Nishikorim. Na US Open Francuz dotarł do ćwierćfinału, ulegając 4:6, 4:6, 6:3, 7:6(3), 4:6 Marinowi Čiliciowi.
W połowie lipca tenisista francuski wziął udział w rywalizacji ćwierćfinałowej Pucharu Davisa przeciwko Wielkiej Brytanii. Poniósł w swoich występach porażki, najpierw w singlu z Andym Murrayem, a potem w deblu razem z Nicolasem Mahutem z parą Andy Murray–Jamie Murray. Do półfinału przeszła Wielka Brytania wygrywając rundę 3:1.
Rok 2015 zakończył na 10. miejscu w klasyfikacji ATP.

### Sezon 2016
Jo-Wilfried Tsonga sezon 2016 zakończył bez turniejowego triumfu. Najbliżej zwycięstwa w zawodach ATP World Tour był pod koniec października osiągając finał halowej imprezy w Wiedniu. W półfinale obronił piłkę meczową w tie-breaku trzeciego seta przeciwko Ivo Karloviciowi zwyciężając 5:7, 7:5, 7:6(6). Rywalizację o tytuł przegrał 3:6, 6:7(6) z Andym Murrayem.
Francuz wystartował we wszystkich zawodach Wielkiego Szlema, dochodząc do ćwierćfinałów Wimbledonu i US Open. Podczas turnieju wimbledońskiego wyeliminował w 3 rundzie wynikiem 6:7(3), 3:6, 7:6(5), 6:2, 19:17 Johna Isnera broniąc w 32 gemie ostatniego seta meczbola. Ćwierćfinałowy pojedynek z Andym Murrayem Tsonga zakończył porażką po 5 setach. Na US Open w ćwierćfinale tenisista francuski, po dwóch przegranych setach, poddał rywalizację Novakowi Đokoviciowi przez uraz prawego kolana. W pozostałych turniejach tej rangi odpadł w 4 rundzie Australian Open i 3 rundzie French Open. Na paryskich kortach skreczował przy stanie 5:2 z Ernestsem Gulbisem z powodu kontuzji pachwiny.
Tsonga w roku 2016 awansował do dwóch półfinałów, w Auckland, gdzie rozpoczął sezon oraz w Monte Carlo. W Monte Carlo wyeliminował w ćwierćfinale Rogera Federera. Francuz został także ćwierćfinalistą rozgrywek w Indian Wells, Szanghaju i Paryżu.

Latem reprezentował Francję na igrzyskach olimpijskich w Rio de Janeiro, ponosząc porażkę w 2 rundzie gry pojedynczej i 1 rundzie gry podwójnej.

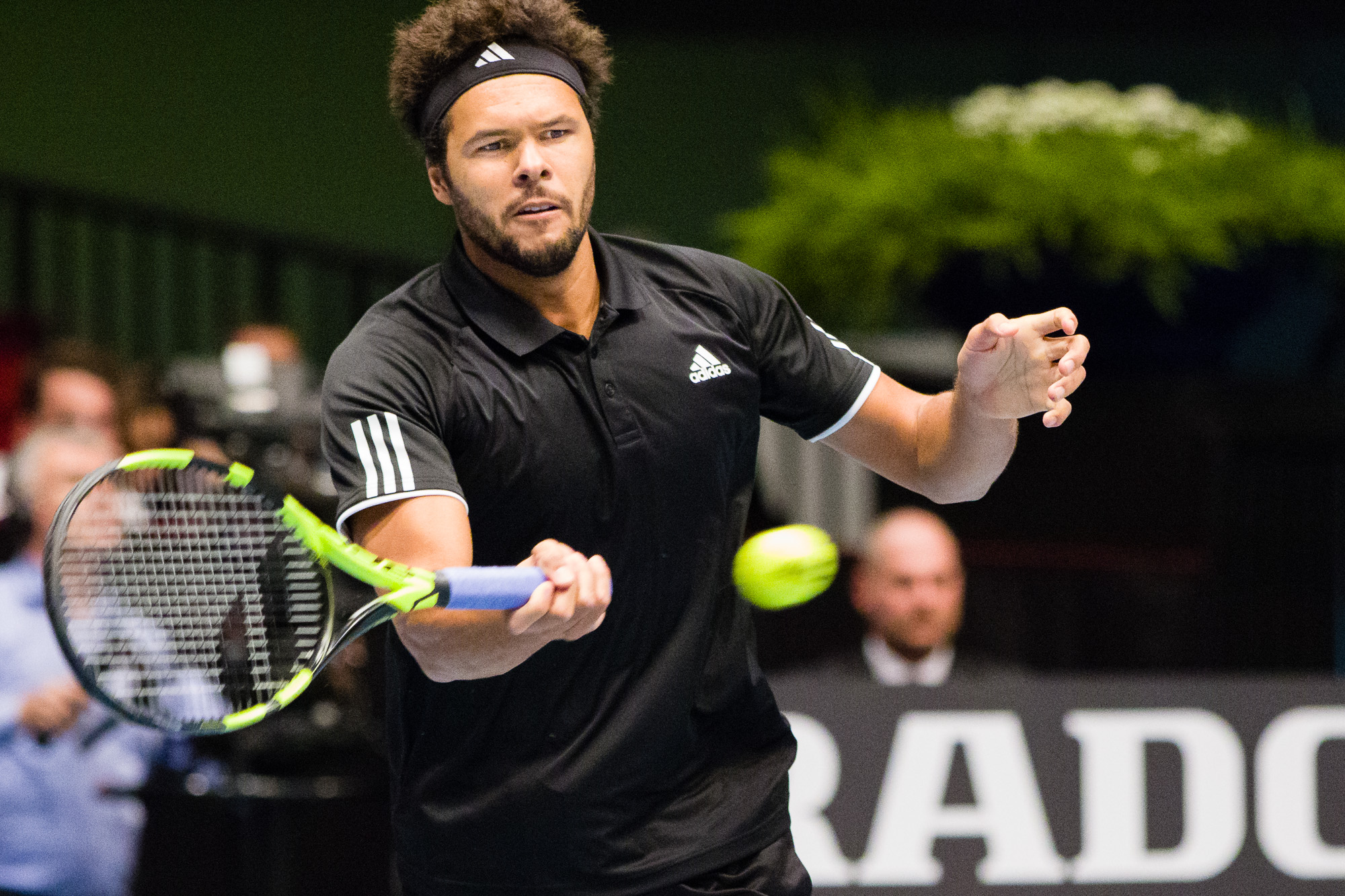
Tsonga podczas turnieju w Wiedniu, 2016

W lutym zagrał w 1 rundzie Pucharu Davisa przeciwko Kanadzie, wygrywając bez straty seta mecz deblowy wspólnie z Richardem Gasquetem z parą Philip Bester–Vasek Pospisil. Potem zmierzył się z Frankiem Danceviciem, który po wygraniu pierwszego seta poddał dalszą grę przez problemy z prawym ramieniem. W lipcu Francuzi z Tsongą w składzie wyeliminowali Czechy. Pierwsze spotkanie zakończyło się porażką Tsongi 4:6, 6:3, 6:4, 6:7(8), 4:6 z Lukášem Rosolem. Francuz w tie-breaku czwartego seta nie wykorzystał dwóch meczboli. Drugi mecz zakończył się triumfem Francuza z Jiřím Veselým w czterech setach i ta wygrana zapewniła udział reprezentacji Francji w półfinale, w którym uległa Chorwacji. Tsonga nie wystąpił przeciwko Chorwatom ze względu na odniesioną na US Open kontuzję kolana.
W ciągu całego sezonu 2016 Tsonga zagrał 54 singlowych pojedynków, odnosząc 37 triumfów. Na koniec roku zajął 12. miejsce w rankingu światowym.

### Sezon 2017
W 2017 roku Tsonga został mistrzem czterech turniejów i finalistą jednych zawodów. W lutym wygrał w Rotterdamie, eliminując najwyżej rozstawionego Marina Čilicia w ćwierćfinale (nr 6. ATP), w półfinale Tomáša Berdycha i w finale 4:6, 6:4, 6:1 Davida Goffina. W swoim kolejnym starcie triumfował w Marsylii, w półfinale wygrywając po trzysetowej grze z Nickiem Kyrgiosem, natomiast w finale wynikiem 6:4, 6:4 z Lucasem Pouille. W maju podczas zawodów w Lyonie, po raz pierwszy w karierze Francuz zdobył tytuł na kortach ziemnych, w finale będąc lepszym od Tomáša Berdycha. Ostatni triumf w sezonie odniósł w październiku w Antwerpii, nie tracąc po drodze seta, a w finale pokonał Diega Schwartzmana. W tym samym miesiącu poniósł porażkę w finale imprezy w Wiedniu z Lucasem Pouille. W drugiej rundzie turnieju Tsonga obronił piłkę meczową przeciwko Damirowi Džumhurowi eliminując Bośniaka w trzech setach, a w ćwierćfinale wygrał z Alexandrem Zverevem (nr 5. ATP).
We wrześniu Tsonga zagrał w Pucharze Davisa, w półfinale przeciwko Serbii. Wygrał oba swoje mecze singlowe, najpierw z Laslem Đere, a potem z Dušanem Lajoviciem, pomagając reprezentacji triumfować w rywalizacji 3:2. W finale przeciwko Belgii Tsonga pokonał najpierw Steve’a Darcisa, a potem uległ Davidowi Goffinowi. Ostatni mecz w decydujący o mistrzostwie zakończył się zwycięstwem Lucasa Pouille nad Darcisem i to Francja zwyciężyła 3:2, po raz pierwszy wygrywając w turniej od 2001 roku.
W zawodach Wielkiego Szlema Tsonga najdalej doszedł do ćwierćfinału podczas Australian Open, odpadając po przegranej ze Stanislasem Wawrinką. Francuz był także w trzeciej rundzie Wimbledonu ponosząc porażkę w pięciu setach z Samem Querreyem, drugiej rundzie US Open i pierwszej rundzie French Open.
Rywalizując w turniejach ATP World Tour Masters 1000 Tsonga uczestniczył w sześciu imprezach, wygrywając jeden mecz, w pierwszej rundzie w Madrycie. Mecz drugiej rundy poddał walkowerem przez kontuzję prawego ramienia Davidowi Ferrerowi. Problemy zdrowotne uniemożliwiły tenisiście francuskiemu udział w turniejach rozgrywanych w Azji na przełomie września i października, a doznał wówczas kontuzji kolana.
Rok zakończył na 15. miejscu w rankingu singlowym. Rozegrał łącznie 53 spotkania, odnosząc 38 zwycięstw.

### Sezony 2018 i 2019
W styczniu 2018 Tsonga zagrał na Australian Open odpadając w trzeciej rundzie. W następnym miesiącu wystartował w Montpellier, gdzie osiągnął półfinał, w którym poddał mecz przy stanie 6:1, 5:5 Lucasowi Pouille z powodu urazu ścięgna w lewym udzie. Dnia 3 kwietnia przeszedł operację lewego kolana i nie grał zawodowo w tenisa do września, gdy wystartował w Metzu (porażka w pierwszej rundzie). Po powrocie na korty zagrał w sumie sześć meczów, wygrywając jeden. Jedna z porażek Francuza miała miejsce w finale Pucharu Davisa z Marinem Čiliciem reprezentującym Chorwację, która zdobyła trofeum, kończąc finał zwycięstwem 3:1. Po zakończeniu sezonu Tsonga zatrudnił Sergiego Bruguerę, obok Thierryego Ascione, na stanowisko trenera. W listopadzie Tsonga spadł w rankingu ATP na 262. miejsce, najniższe od września 2006.
W sezonie 2019 Francuz zaliczył na koniec roku awans w rankingu z 239. miejsca na 29. pozycję. Zagrał we wszystkich zawodach wielkoszlemowych najdalej dochodząc do trzeciej rundy Wimbledonu. W rozgrywkach z serii ATP Tour Masters 1000 najlepszy rezultat ustanowił w Paryżu, ćwierćfinał.
W lutym, startując z dziką kartą i zajmując 210. miejsce w klasyfikacji, wygrał turniej halowy w Montpellier. Finał zakończył się wynikiem 6:4, 6:2 dla Tsongi, a jego rywalem był Pierre-Hugues Herbert. Drugi tytuł w sezonie tenisista francuski zdobył we wrześniu w Metzu, po finale z Aljažem Bedene. Awansował także do dwóch półfinałów, w Brisbane oraz Marrakeszu. Wystąpił także trzykrotnie z zawodach ATP Challenger Tour, po raz pierwszy od czerwca 2007 roku. Zdobył jeden tytuł w turnieju tej rangi, we wrześniu w Cassis.

### Styl gry
Jo-Wilfried Tsonga był tenisistą praworęcznym wykonującym oburęczny bekhend. Wyróżniała go atletyczna budowa ciała i ofensywne nastawienie do gry.
Francuz dysponował mocnym serwisem. Jak sam przyznał, zmienił swoją taktykę i częściej po trafionym pierwszym serwisie atakował do siatki, posługując się techniką serwis-wolej. W poprzednich latach swojej kariery Tsonga sporadycznie atakował przy siatce.
Forhend był najpewniejszym elementem gry zawodnika. Grany mocno i płasko zapewniał dużą ilość wygrywanych piłek. Bekhendu nie wykonywał z taką mocą jak forhendu, jednak grany z wystarczającą precyzją i siłą nie stanowił większego problemu w grze Tsongi. Francuz często zaskakiwał efektownymi zagraniami w trakcie meczów, szczególnie gdy rozgrywane były decydujące punkty o zwycięstwie w secie, jak np. drop szot lub nieprzygotowany atak do siatki, co prowadziło do łatwo utraconych punktów.
Sposób w jaki Tsonga grał i poruszał się po korcie pasował do nawierzchni twardych.

### Finały w turniejach ATP Tour
| Legenda                                      |
| -------------------------------------------- |
| Wielki Szlem                                 |
| Igrzyska olimpijskie                         |
| Tennis Masters Cup / ATP Finals              |
| ATP Masters Series / ATP Tour Masters 1000   |
| ATP International Series Gold / ATP Tour 500 |
| ATP International Series / ATP Tour 250      |

#### Gra pojedyncza (18–12)
| Końcowy wynik | Nr  | Data                 | Turniej                    | Nawierzchnia  | Przeciwnik            | Wynik finału          |
| ------------- | --- | -------------------- | -------------------------- | ------------- | --------------------- | --------------------- |
| Finalista     | 1.  | 31 stycznia 2008     | Australian Open, Melbourne | Twarda        | Novak Đoković         | 6:4, 4:6, 3:6, 6:7(2) |
| Zwycięzca     | 1.  | 28 września 2008     | Bangkok                    | Twarda (hala) | Novak Đoković         | 7:6(4), 6:4           |
| Zwycięzca     | 2.  | 2 listopada 2008     | Paryż                      | Twarda (hala) | David Nalbandian      | 6:3, 4:6, 6:4         |
| Zwycięzca     | 3.  | 2 lutego 2009        | Johannesburg               | Twarda        | Jérémy Chardy         | 6:4, 7:6(5)           |
| Zwycięzca     | 4.  | 16 lutego 2009       | Marsylia                   | Twarda (hala) | Michaël Llodra        | 7:5, 7:6(3)           |
| Zwycięzca     | 5.  | 5 października 2009  | Tokio                      | Twarda        | Michaił Jużny         | 6:3, 6:3              |
| Finalista     | 2.  | 13 lutego 2011       | Rotterdam                  | Twarda (hala) | Robin Söderling       | 3:6, 6:3, 3:6         |
| Finalista     | 3.  | 13 czerwca 2011      | Londyn (Queen’s)           | Trawiasta     | Andy Murray           | 6:3, 6:7(2), 4:6      |
| Zwycięzca     | 6.  | 25 września 2011     | Metz                       | Twarda (hala) | Ivan Ljubičić         | 6:3, 6:7(4), 6:3      |
| Zwycięzca     | 7.  | 30 października 2011 | Wiedeń                     | Twarda (hala) | Juan Martín del Potro | 6:7(5), 6:3, 6:4      |
| Finalista     | 4.  | 13 listopada 2011    | Paryż                      | Twarda (hala) | Roger Federer         | 1:6, 6:7(3)           |
| Finalista     | 5.  | 27 listopada 2011    | Londyn                     | Twarda (hala) | Roger Federer         | 3:6, 7:6(6), 3:6      |
| Zwycięzca     | 8.  | 7 stycznia 2012      | Ad-Dauha                   | Twarda        | Gaël Monfils          | 7:5, 6:3              |
| Zwycięzca     | 9.  | 23 września 2012     | Metz                       | Twarda (hala) | Andreas Seppi         | 6:1, 6:2              |
| Finalista     | 6.  | 7 października 2012  | Pekin                      | Twarda        | Novak Đoković         | 6:7(4), 2:6           |
| Finalista     | 7.  | 21 października 2012 | Sztokholm                  | Twarda (hala) | Tomáš Berdych         | 6:4, 4:6, 4:6         |
| Zwycięzca     | 10. | 24 lutego 2013       | Marsylia                   | Twarda (hala) | Tomáš Berdych         | 3:6, 7:6(6), 6:4      |
| Finalista     | 8.  | 22 września 2013     | Metz                       | Twarda (hala) | Gilles Simon          | 4:6, 3:6              |
| Finalista     | 9.  | 23 lutego 2014       | Marsylia                   | Twarda (hala) | Ernests Gulbis        | 6:7(5), 4:6           |
| Zwycięzca     | 11. | 10 sierpnia 2014     | Toronto                    | Twarda        | Roger Federer         | 7:5, 7:6(3)           |
| Zwycięzca     | 12. | 27 września 2015     | Metz                       | Twarda (hala) | Gilles Simon          | 7:6(5), 1:6, 6:2      |
| Finalista     | 10. | 18 października 2015 | Szanghaj                   | Twarda        | Novak Đoković         | 2:6, 4:6              |
| Finalista     | 11. | 30 października 2016 | Wiedeń                     | Twarda (hala) | Andy Murray           | 3:6, 6:7(6)           |
| Zwycięzca     | 13. | 19 lutego 2017       | Rotterdam                  | Twarda (hala) | David Goffin          | 4:6, 6:4, 6:1         |
| Zwycięzca     | 14. | 26 lutego 2017       | Marsylia                   | Twarda (hala) | Lucas Pouille         | 6:4, 6:4              |
| Zwycięzca     | 15. | 27 maja 2017         | Lyon                       | Ceglana       | Tomáš Berdych         | 7:6(2), 7:5           |
| Zwycięzca     | 16. | 22 października 2017 | Antwerpia                  | Twarda (hala) | Diego Schwartzman     | 6:3, 7:5              |
| Finalista     | 12. | 29 października 2017 | Wiedeń                     | Twarda (hala) | Lucas Pouille         | 1:6, 4:6              |
| Zwycięzca     | 17. | 10 lutego 2019       | Montpellier                | Twarda (hala) | Pierre-Hugues Herbert | 6:4, 6:3              |
| Zwycięzca     | 18. | 22 września 2019     | Metz                       | Twarda (hala) | Aljaž Bedene          | 6:7(4), 7:6(4), 6:3   |

#### Gra podwójna (4–4)
| Końcowy wynik | Nr | Data                 | Turniej  | Nawierzchnia    | Partner            | Przeciwnicy                          | Wynik finału       |
| ------------- | -- | -------------------- | -------- | --------------- | ------------------ | ------------------------------------ | ------------------ |
| Zwycięzca     | 1. | 22 października 2007 | Lyon     | Dywanowa (hala) | Sébastien Grosjean | Łukasz Kubot Lovro Zovko             | 6:4, 6:3           |
| Zwycięzca     | 2. | 7 stycznia 2008      | Sydney   | Twarda          | Richard Gasquet    | Bob Bryan Mike Bryan                 | 4:6, 6:4, 11–9     |
| Zwycięzca     | 3. | 11 stycznia 2009     | Brisbane | Twarda          | Marc Gicquel       | Fernando Verdasco Mischa Zverev      | 6:4, 6:3           |
| Zwycięzca     | 4. | 18 października 2009 | Szanghaj | Twarda          | Julien Benneteau   | Mariusz Fyrstenberg Marcin Matkowski | 6:2, 6:4           |
| Finalista     | 1. | 20 lutego 2011       | Marsylia | Twarda (hala)   | Julien Benneteau   | Robin Haase Ken Skupski              | 3:6, 7:6(4), 11–13 |
| Finalista     | 2. | 26 lutego 2012       | Marsylia | Twarda (hala)   | Dustin Brown       | Nicolas Mahut Édouard Roger-Vasselin | 6:3, 3:6, 6–10     |
| Finalista     | 3. | 4 sierpnia 2012      | Londyn   | Trawiasta       | Michaël Llodra     | Bob Bryan Mike Bryan                 | 4:6, 6:7(2)        |
| Finalista     | 4. | 22 września 2013     | Metz     | Twarda (hala)   | Nicolas Mahut      | Johan Brunström Raven Klaasen        | 4:6, 6:7(5)        |

### Osiągnięcia w turniejach Wielkiego Szlema i ATP Tour Masters 1000 (gra pojedyncza)
| Turniej                  | 2004                 | 2005                 | 2006                 | 2007                 | 2008                 | 2009                            | 2010                            | 2011                            | 2012                            | 2013                            | 2014                            | 2015                            | 2016                            | 2017                            | 2018                            | 2019                            | 2020                            | 2021                            | 2022                            | Wygrane turnieje | Bilans w turnieju |
| Wielki Szlem             | Wielki Szlem         | Wielki Szlem         | Wielki Szlem         | Wielki Szlem         | Wielki Szlem         | Wielki Szlem                    | Wielki Szlem                    | Wielki Szlem                    | Wielki Szlem                    | Wielki Szlem                    | Wielki Szlem                    | Wielki Szlem                    | Wielki Szlem                    | Wielki Szlem                    | Wielki Szlem                    | Wielki Szlem                    | Wielki Szlem                    | Wielki Szlem                    | Wielki Szlem                    | Wielki Szlem     | Wielki Szlem      |
| ------------------------ | -------------------- | -------------------- | -------------------- | -------------------- | -------------------- | ------------------------------- | ------------------------------- | ------------------------------- | ------------------------------- | ------------------------------- | ------------------------------- | ------------------------------- | ------------------------------- | ------------------------------- | ------------------------------- | ------------------------------- | ------------------------------- | ------------------------------- | ------------------------------- | ---------------- | ----------------- |
| Australian Open          | –                    | –                    | –                    | 1R                   | F                    | QF                              | SF                              | 3R                              | 4R                              | QF                              | 4R                              | –                               | 4R                              | QF                              | 3R                              | 2R                              | 1R                              | –                               | –                               | 0 / 13           | 37–13             |
| French Open              | –                    | 1R                   | –                    | –                    | –                    | 4R                              | 4R                              | 3R                              | QF                              | SF                              | 4R                              | SF                              | 3R                              | 1R                              | –                               | 2R                              | –                               | 1R                              | 1R                              | 0 / 13           | 28–13             |
| Wimbledon                | –                    | –                    | –                    | 4R                   | –                    | 3R                              | QF                              | SF                              | SF                              | 2R                              | 4R                              | 3R                              | QF                              | 3R                              | –                               | 3R                              | NH                              | 1R                              | –                               | 0 / 12           | 32–12             |
| US Open                  | –                    | –                    | –                    | 3R                   | 3R                   | 4R                              | –                               | QF                              | 2R                              | –                               | 4R                              | QF                              | QF                              | 2R                              | –                               | 1R                              | –                               | –                               | –                               | 0 / 10           | 24–10             |
| Wygrane turnieje         | –                    | 0 / 1                | –                    | 0 / 3                | 0 / 2                | 0 / 4                           | 0 / 3                           | 0 / 4                           | 0 / 4                           | 0 / 3                           | 0 / 4                           | 0 / 3                           | 0 / 4                           | 0 / 4                           | 0 / 1                           | 0 / 4                           | 0 / 1                           | 0 / 2                           | 0 / 1                           | 0 / 48           | N/A               |
| Bilans spotkań           | –                    | 0–1                  | –                    | 5–3                  | 8–2                  | 11–4                            | 12–3                            | 13–4                            | 13–4                            | 10–3                            | 12–4                            | 11–3                            | 13–4                            | 7–4                             | 2–1                             | 4–4                             | 0–1                             | 0–1                             | 0–2                             | N/A              | 121–48            |
| ATP Finals               |                      |                      |                      |                      |                      |                                 |                                 |                                 |                                 |                                 |                                 |                                 |                                 |                                 |                                 |                                 |                                 |                                 |                                 |                  |                   |
| ATP Finals               | –                    | –                    | –                    | –                    | RR                   | –                               | –                               | F                               | RR                              | –                               | –                               | –                               | –                               | –                               | –                               | –                               | –                               | –                               | –                               | 0 / 3            | 4–7               |
| ATP Tour Masters 1000    |                      |                      |                      |                      |                      |                                 |                                 |                                 |                                 |                                 |                                 |                                 |                                 |                                 |                                 |                                 |                                 |                                 |                                 |                  |                   |
| Indian Wells             | –                    | –                    | –                    | –                    | 4R                   | 3R                              | 4R                              | 2R                              | 4R                              | QF                              | 2R                              | –                               | QF                              | 2R                              | –                               | –                               | NH                              | –                               | –                               | 0 / 9            | 13–9              |
| Miami                    | –                    | –                    | –                    | –                    | 3R                   | QF                              | QF                              | 3R                              | QF                              | 4R                              | 4R                              | 3R                              | 3R                              | –                               | –                               | –                               | NH                              | –                               | 1R                              | 0 / 10           | 17–10             |
| Monte Carlo              | –                    | –                    | –                    | –                    | –                    | –                               | 3R                              | 2R                              | QF                              | SF                              | QF                              | 3R                              | SF                              | 2R                              | –                               | 1R                              | NH                              | –                               | 1R                              | 0 / 10           | 14–10             |
| Madryt                   | –                    | –                    | –                    | –                    | 3R                   | 2R                              | 2R                              | 3R                              | 3R                              | QF                              | 2R                              | 3R                              | 3R                              | 2R                              | –                               | –                               | NH                              | –                               | –                               | 0 / 10           | 12–9              |
| Rzym                     | –                    | –                    | –                    | –                    | 1R                   | 1R                              | QF                              | 2R                              | QF                              | 2R                              | 3R                              | 2R                              | –                               | –                               | –                               | 1R                              | –                               | –                               | –                               | 0 / 9            | 8–9               |
| Montreal/Toronto         | –                    | –                    | –                    | –                    | –                    | SF                              | –                               | SF                              | 2R                              | –                               | W                               | QF                              | –                               | 2R                              | –                               | 1R                              | NH                              | –                               | –                               | 1 / 7            | 16–6              |
| Cincinnati               | –                    | –                    | –                    | –                    | –                    | 2R                              | –                               | 2R                              | –                               | –                               | 1R                              | 1R                              | 3R                              | 2R                              | –                               | –                               | –                               | –                               | –                               | 0 / 6            | 2–6               |
| Szanghaj                 | Nie ATP Masters 1000 | Nie ATP Masters 1000 | Nie ATP Masters 1000 | Nie ATP Masters 1000 | Nie ATP Masters 1000 | 3R                              | QF                              | 2R                              | QF                              | SF                              | –                               | F                               | QF                              | –                               | –                               | –                               | NH                              | NH                              | –                               | 0 / 7            | 17–7              |
| Paryż                    | 2R                   | –                    | –                    | 2R                   | W                    | QF                              | –                               | F                               | QF                              | 2R                              | 3R                              | 3R                              | QF                              | 2R                              | 1R                              | QF                              | –                               | –                               | –                               | 1 / 13           | 21–12             |
| Hamburg                  | –                    | –                    | –                    | –                    | 2R                   | Nie ATP World Tour Masters 1000 | Nie ATP World Tour Masters 1000 | Nie ATP World Tour Masters 1000 | Nie ATP World Tour Masters 1000 | Nie ATP World Tour Masters 1000 | Nie ATP World Tour Masters 1000 | Nie ATP World Tour Masters 1000 | Nie ATP World Tour Masters 1000 | Nie ATP World Tour Masters 1000 | Nie ATP World Tour Masters 1000 | Nie ATP World Tour Masters 1000 | Nie ATP World Tour Masters 1000 | Nie ATP World Tour Masters 1000 | Nie ATP World Tour Masters 1000 | 0 / 1            | 1–1               |
| Wygrane turnieje         | 0 / 1                | 0 / 0                | 0 / 0                | 0 / 1                | 1 / 6                | 0 / 8                           | 0 / 6                           | 0 / 9                           | 0 / 8                           | 0 / 7                           | 1 / 8                           | 0 / 8                           | 0 / 7                           | 0 / 6                           | 0 / 1                           | 0 / 4                           | 0 / 0                           | 0 / 0                           | 0 / 2                           | 2 / 82           | N/A               |
| Bilans spotkań           | 1–1                  | 0–0                  | 0–0                  | 1–1                  | 10–5                 | 11–8                            | 11–6                            | 13–9                            | 14–8                            | 13–7                            | 14–7                            | 15–8                            | 14–7                            | 1–5                             | 0–1                             | 3–4                             | 0–0                             | 0–0                             | 0–2                             | N/A              | 121–79            |
| Ranking na koniec sezonu |                      |                      |                      |                      |                      |                                 |                                 |                                 |                                 |                                 |                                 |                                 |                                 |                                 |                                 |                                 |                                 |                                 |                                 |                  |                   |
|                          | 157                  | 345                  | 212                  | 43                   | 6                    | 10                              | 13                              | 6                               | 8                               | 10                              | 12                              | 10                              | 12                              | 15                              | 239                             | 29                              | 62                              | 257                             |                                 | N/A              | N/A               |

Legenda
     W, wygrał turniej
     F, przegrał w finale
     SF, przegrał w półfinale
     QF, przegrał w ćwierćfinale
     4R, 3R, 2R, 1R przegrał w IV, III, II, I rundzie
     RR, odpadł w fazie grupowej
     –, nie startował w turnieju głównym
     NH, turniej nie odbył się